# Gimnastică ritmică

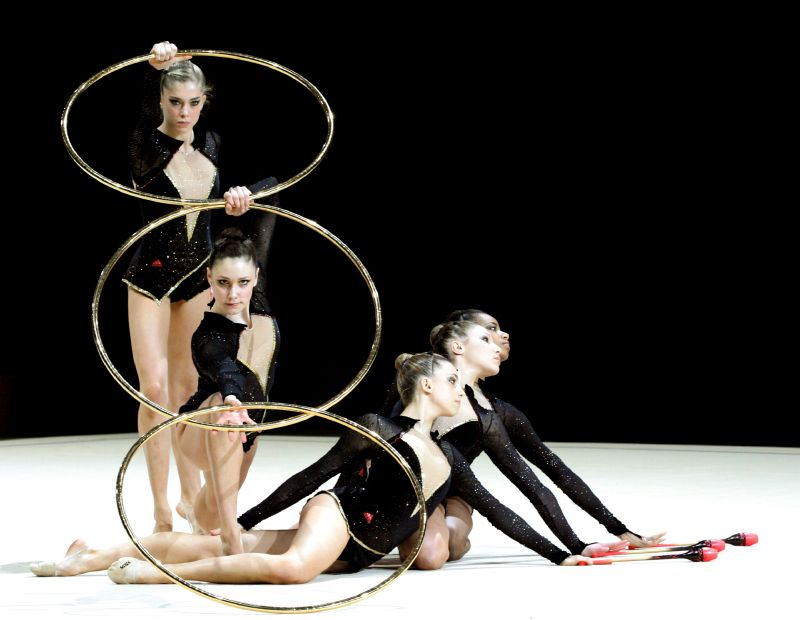
Gimnaste franceze

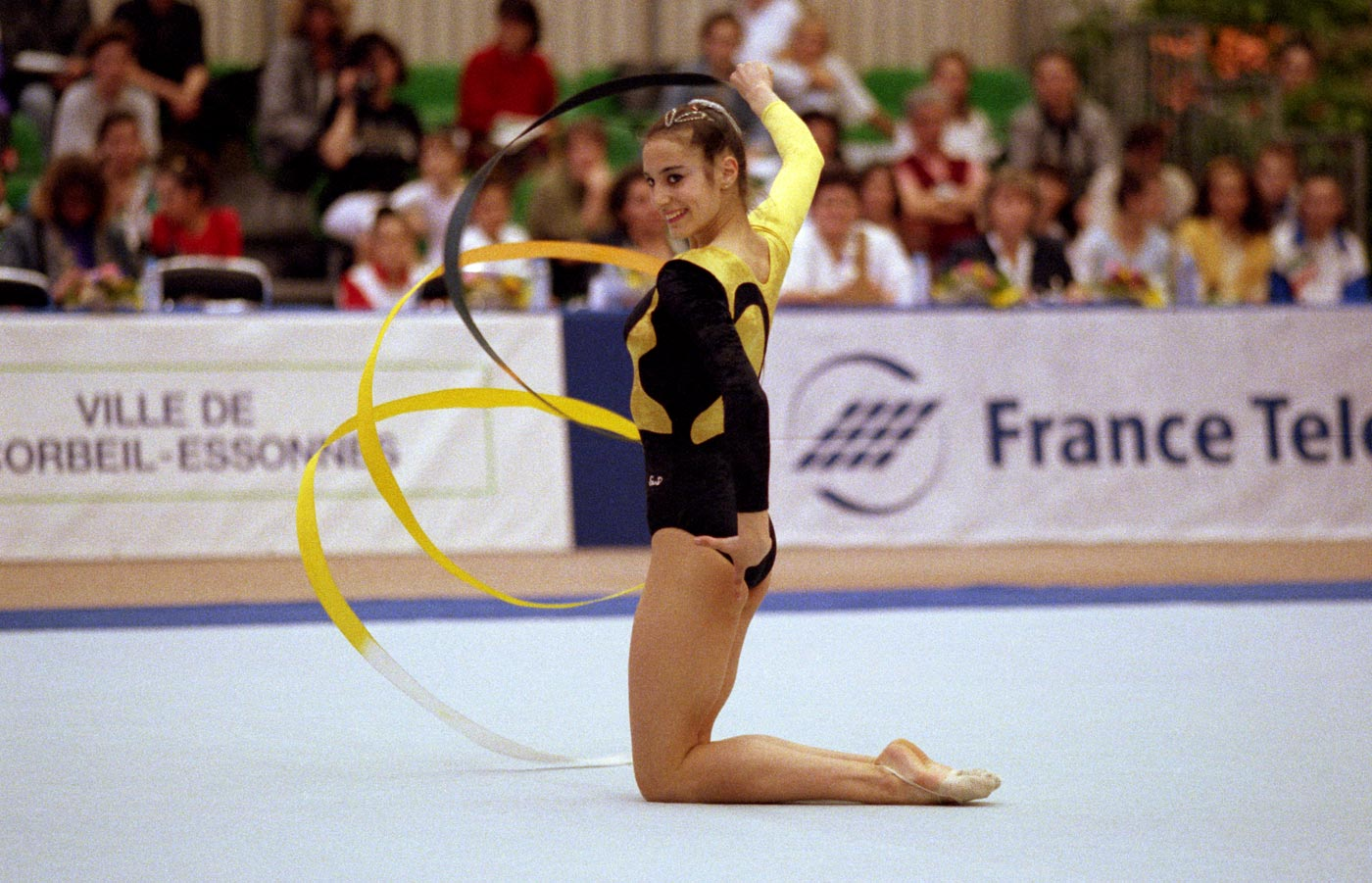
Irina Deleanu

Gimnastica ritmică este o ramură a gimnasticii, fiind singura disciplină sportivă exclusiv feminină. A devenit probă olimpică în 1984.
Programele de gimnastică ritmică se desfășoară pe muzică, durează între 60 și 120 de secunde și sunt notate de 3 echipe de arbitri. Practicanții folosesc cinci articole de echipament în programul lor: o pereche de măciuci, o panglică, o coardă, o minge și un cerc. La categoriile mai mici există și fără obiect.
Gimnastele pot concura individual, într-o echipă sau cu ansamblul.
Primele regulamente de concurs, categorii și programe de concurs pentru gimnastica ritmică au fost întocmite în Uniunea Sovietică. Apoi s-a extins, devenind o ramură de sine stătătoare, cu concursuri interne și internaționale și regulamente întocmite de Federația de specialitate. Ca și la gimnastica sportivă, exercițiile sunt impuse și liber alese. Primul concurs de gimnastică ritmică din România s-a desfășurat în anul 1956.
Conform regulamentului de Gimnastică Artistică, gimnastele înscrise la gimnastică artistică nu au voie să concureze, în cadrul aceleiași competiții și la întrecerea de gimnastică ritmică.